# Sobreviví (programa de televisión)
Sobreviví (título en inglés: I Shouldn't Be Alive) fue una serie documental estadounidense de televisión, que se empezó a transmitir el 28 de octubre de 2005 y fue cancelada el 5 de marzo de 2007. El programa trataba de historias de gente común atrapadas en circunstancias increíbles. Los sobrevivientes narraban sus experiencias de peligro mientras los actores recreaban las experiencias

## Producción
La serie se estrenó el 28 de octubre de 2005, por Discovery Channel. Actualmente se transmite en Discovery Channel y Canal 9 en Australia. A partir del 5 de marzo de 2007, Discovery Channel lo canceló y la serie se hizo parte de "Discovery Clásicos". En 2010 volvieron con la 3ª temporada, hasta la actualidad.